# オウギビタキ科
オウギビタキ科（オウギビタキか、学名 Rhipiduridae）は、鳥類スズメ目の科である。
東洋区（南アジア・東南アジア）、オーストラリア区（ニューギニア、オーストラリア、ニュージーランド 等）、オセアニア区（太平洋諸島）に生息する。

## 系統と分類
カラス上科の中でオウギビタキ科など7科が単系統を形成するが、それらの系統関係は不確実である。オウギビタキ科とはカササギヒタキ科 Monarchidae、またはカササギヒタキ科+フウチョウ科 Paradisaeidaeが近縁だと弱く支持されている。
オウギビタキ科はかつてはオウギビタキ属のみからなる単型科だったが、Irestedt et al. (2008)により、2つの単型属、すなわちカササギヒタキ科 Monarchidae のビロードムシクイ Lamprolia とオウチュウ科 Dicruridae のパプアオウチュウ Chaetorhynchus が近縁と判明し、オウギビタキ科に移された。
ただしパプアオウチュウに関しては、モズヒタキ科 Pachycephalidae に近縁とする別の研究があったため、国際鳥類学会議 (IOC) ではしばらく従来のオウチュウ科 Dicruridae に据え置いたままで「uncertain」と注記するにとどめられ、オウギビタキ科に移されるのは数年遅れた。
|  | オウギビタキ属 Rhipidura                                                                         |
|  |                                                                                                  |
|  | \| \| ビロードムシクイ Lamprolia \| \| \| \| \| \| ? パプアオウチュウ Chaetorhynchus \| \| \| \| |
|  |                                                                                                  |
|  | ビロードムシクイ Lamprolia                                                                       |
|  |                                                                                                  |
|  | ? パプアオウチュウ Chaetorhynchus                                                                |
|  |                                                                                                  |

|  | ビロードムシクイ Lamprolia        |
|  |                                   |
|  | ? パプアオウチュウ Chaetorhynchus |
|  |                                   |

|  | オウギビタキ属 Rhipidura                                                                         |
|  |                                                                                                  |
|  | \| \| ビロードムシクイ Lamprolia \| \| \| \| \| \| ? パプアオウチュウ Chaetorhynchus \| \| \| \| |
|  |                                                                                                  |
|  | ビロードムシクイ Lamprolia                                                                       |
|  |                                                                                                  |
|  | ? パプアオウチュウ Chaetorhynchus                                                                |
|  |                                                                                                  |

|  | ビロードムシクイ Lamprolia        |
|  |                                   |
|  | ? パプアオウチュウ Chaetorhynchus |
|  |                                   |

## 属
国際鳥類学会議 (IOC)より。3属50種。
- オウギビタキ属 Rhipidura - 48種
- ビロードムシクイ属 Lamprolia - 1種
- パプアオウチュウ属 Chaetorhynchus - 1種